# 田林县
田林县是中国广西壮族自治区百色市所辖的一个县，位于广西西北部、右江上游。全县行政区域面积5577平方公里，是广西面积最大的县份。县人民政府驻乐里镇。

## 地理
田林县地处云贵高原和广西丘陵山区的过渡地带，地势大致为西北高东南低，山脉走向北西－南东向，横贯整个县境，境内以山地为主，地势高峻,山岭连绵,山峰海拔一般在1000～2000m。
田林县位于广西的西北部，与云南省和贵州省交界。它周边的县为：向东百色市、凌云县、乐业县，向南云南富宁县，向西西林县、隆林各族自治县，向北贵州册亨县。县城为乐里镇。南盘江是它与北方的贵州的边界。
田林县面积5584平方千米，是广西面积最大的县，其中森林覆盖率为73%。

### 气候
田林县属于亚热带季风气候区 ，处于低纬度，太阳辐射较强，温度较高，热量丰富，雨量适中，气候温暖，大部分地区夏长冬短，霜期短，雨热同季。

## 行政区划
田林县下辖5个镇、5个乡、4个民族乡：
乐里镇、旧州镇、定安镇、六隆镇、浪平镇、潞城瑶族乡、利周瑶族乡、平塘乡、八桂瑶族乡、八渡瑶族乡、那比乡、高龙乡、百乐乡和者苗乡。

## 人口
根據第七次人口普查數據，截至2020年11月1日零時，田林縣常住人口為224828人。

## 经济
田林县的一个重要工业是造纸业，除此之外还有水力发电。主要靠农林业支持，农林业有多种特产，特别是八渡笋是帝制时代的贡品。八渡笋是中国地理标志产品。许多特产资源没有被整合开发。

## 交通
- 324国道、 357国道
- 南昆铁路
- 汕昆高速经过田林县。

## 风景名胜
- 西林教案遗址

- 田林大桥
- 田林万鸡山报晓楼
- 田林城区1
- 田林城区2
- 田林城区3
- 田林乐里戏台